# 五味洸一
五味 洸一（ごみ こういち、6月15日 - ）は、日本の男性声優。愛知県出身。青二プロダクション所属。

## 略歴
声優になろうと思ったきっかけは、『ときめきメモリアル』のドラマCD内で声優が楽しくトークしていたこと。演じてみたいキャラクターとして、熱い主人公を挙げている。
名城大学法学部、青二塾東京校35期卒業。

## 人物
資格・免許はファイナンシャルプランナー3級、普通自動車免許、普通自動二輪免許。
趣味は読書、筋トレ、ピアノ演奏。特技はボクシング（プロライセンス有）、総合格闘技、柔道参段、ブラジリアン柔術青帯。

## 出演

### テレビアニメ
2015年
- ドラゴンボール超（2015年 - 2017年、兵士、複製ソテー人、市民、門下生、刺客）

2016年
- ONE PIECE（2016年 - 2023年、国民、ジェルマ兵、兵士、フランペ部下、衛兵 他）
- 美少女戦士セーラームーンCrystal Season III（男）
- ONE PIECE 〜ハートオブゴールド〜

2017年
- タイガーマスクW（若手レスラー）
- パズドラクロス（男、ドミニオン龍喚士）
- ゼロから始める魔法の書（教会騎士）
- 正解するカド

2018年
- ちびまる子ちゃん（2018年 - 2021年、男子、アナウンサー）
- 東京喰種トーキョーグール:re（捜査官、朝知和華、赤井丈文、ティコ、アナウンサー 他）- 2シリーズ
- あまんちゅ!〜あどばんす〜（客）
- フルメタル・パニック! Invisible Victory（パイロット）
- ウマ娘 プリティーダービー（カメラマン）
- フューチャーカード 神バディファイト（護占竜 ジャイロン）
- バキ（男子生徒、チンピラ、ウェイター）
- ゲゲゲの鬼太郎（第6作）（2018年 - 2019年、スカウトマン、追っ手、作業員、店員、住人 他）
- パズドラ（2018年 - 2025年、青年、スカウトA、黒服宇宙人）
- ONE PIECE エピソードオブ空島
- 1日外出録ハンチョウ（客B）
- からくりサーカス（佐野）

2020年
- アサティール 未来の昔ばなし（アッバースの手下）
- テイルズ オブ クレストリア-咎我ヲ背負いて彼は発つ-

2021年
- 赤ちゃん本部長（柏木部長、西浦夫、コダン工業社員）
- テスラノート（マフィア2、男性4、職員、兵士2）

2022年
- 天才王子の赤字国家再生術（ルベール）
- ニンジャラ（御庭番衆）
- 乙女ゲー世界はモブに厳しい世界です（頭領）
- 僕とロボコ（熊八）

2023年
- 女神のカフェテラス（2023年 - 2024年、野村） - 2シリーズ
- 無職転生 II 〜異世界行ったら本気だす〜（教師）
- 贄姫と獣の王（市民B）
- 婚約破棄された令嬢を拾った俺が、イケナイことを教え込む（ゴロツキ）
- Dr.STONE NEW WORLD（戦士）
- 陰の実力者になりたくて! 2nd season（山賊）
- アンデッドアンラック（マフィア）
- ひきこまり吸血姫の悶々（囚人A）

2024年
- 愚かな天使は悪魔と踊る（チャラ男2）

### 劇場アニメ
- なぜ生きる 蓮如上人と吉崎炎上（2016年、親戚、僧兵、弟子）
- 好きになるその瞬間を。〜告白実行委員会〜（2016年）
- 名探偵コナン 緋色の弾丸（2021年、SP）

### Webアニメ
- 聖闘士星矢: Knights of the Zodiac（2019年、武装勢力、暗黒聖闘士）
- ケンガンアシュラ（2019年、観客A、下田佐治、ガヤB、浅井粕彦、龍王山堅[4] 他） - 2シリーズ [一覧 3]
- 悪魔くん（2023年、街金社員）

### ゲーム
2013年
- ティアーズ・トゥ・ティアラII 覇王の末裔（鉱山労働者A、聖堂騎士A 他）

2015年
- 三国大戦スマッシュ!

2016年
- エルクロニカ【ELCHRONICA】（ウォーレン、ドラベン、アルバート）
- 逆転オセロニア（烏天狗・カルラ）
- ダンジョンストライカーG（チェイス、アヌント）
- ペルソナ5

2018年
- GIGANT SHOCK（アレキサンダー）
- 北斗が如く
- フルメタル・パニック！ 戦うフー・デアーズ・ウィンズ
- 仮面ライダー クライマックススクランブル ジオウ

2019年
- スーパーロボット大戦T
- ペルソナ5 ザ・ロイヤル

2020年
- ドラゴンボールZ カカロット
- ONE PIECE 海賊無双4（海賊5、チェス戎兵、フランキー一家2）
- 魔女の泉3 Re: Fine（ルイス）

2021年
- スーパーロボット大戦30（2021年 - 2022年、ギャラルホルン兵、ギルガメス兵） - DLC追加キャラクター

2023年
- OCTOPATH TRAVELER II

### ドラマCD
- 執事様のお気に入り（守衛、招待客）

### デジタルコミック
- バトルスタディーズ（2018年、毛利阿黙夢）

### ラジオドラマ
- 青山二丁目劇場 月からの留学生（大地）
- みんなの作文（朗読）

### 吹き替え

#### 映画
- ガーディアンズ・オブ・ギャラクシー （サカアラン兵 他）
- 紳士は金髪がお好き（選手、案内係、給仕係）

#### ドラマ
- 宇宙船レッド・ドワーフ号 シーズン11（エクアヘクテ）
- トランスペアレント シーズン3（セス）
- ジ・アメリカンズ Season4（無線男、看護師、選手）

### ボイスオーバー
- エリザベス女王陛下90歳記念番組〜縁の人達が想う女王とは〜
- 月曜から夜ふかし
- スッキリ!!
- 世界まる見え!テレビ特捜部
- 7つの海を楽しもう!世界さまぁ〜リゾート
- モーガン・フリーマンが語る宇宙 S5

### テレビドラマ
- 刑事バレリーノ

### ナレーション
- ACTALK (アクトーク) 〜シモキタクレイジーピーポー〜
- EXD44
- 乃木坂46th Anniversary 乃木坂46時間TV
- MA HEADLINES

### オーディオブック
- 崩れる脳を抱きしめて（2019年、箕輪章太[8]）

### その他
- RIZIN（リングアナウンサー（2023年 - ））

### シリーズ一覧
1. ↑  第3期・最終章『:re』（2018年）
2. ↑  第1期（2023年）、第2期（2024年）
3. ↑  シーズン1/パート1・2（2019年）